# Institutul Mises
Institutul Ludwig von Mises este un think thank libertarian nonprofit, care poartă numele economistului austro-american Ludwig von Mises (1881–1973). Deși există numeroase institute Ludwig von Mises independente în întreaga lume, cel mai important și influent rămâne Institutul Ludwig von Mises pentru Economie Austriacă din Auburn, Alabama⁠(d), Statele Unite. Acesta a fost fondat în 1982 de Lew Rockwell cu fonduri din partea congresmenului Ron Paul.

## Istoric
Institutul Ludwig von Mises a fost fondat în 1982 de Lew Rockwell. Acesta a lucrat în trecut ca editor pentru editura conservatoare Arlington House Publishers⁠(d) și a înființat organizația după ce a primit binecuvântarea lui Margit von Mises în timpul unei întâlniri la Russian Tea Room din New York City. Primii susținători ai Institutului au fost F.A. Hayek, Henry Hazlitt, Murray Rothbard, Ron Paul și Burt Blumert⁠(d). Conform lui Rockwell, obiectivul organizației era promovarea contribuțiilor lui von Mises, despre care susținea că erau ignorate de instituțiile libertariene finanțate de Charles Koch⁠(d) și David H. Koch⁠(d). În lucrarea Enemy of the State: The Biography of Murray Rothbard, Justin Raimondo⁠(d) menționează că George Pearson - din cadrul Fundației Koch - i-a spus lui Rockwell că Mises este un nume mult prea radical pentru a reprezenta o organizație.
Kyle Wingfield susține într-un articol din 2006 publicat în The Wall Street Journal că Sudul Statelor Unite era un „cămin natural” pentru institut, deoarece „sudiștii n-au avut niciodată încredere în guvern”.
Programele sale academice includ Universitatea Mises (neacreditată), Rothbard Graduate Seminar, Austrian Economics Research Conference și un program de burse de cercetare de vară. În 2020, Institutul Mises a înființat un program postuniversitar.